# Sant Martí de Mallolís
Sant Martí de Mallolís és l'església romànica del poble de Mallolís, en el terme municipal del mateix nom, a la comarca del Pallars Sobirà. Està situada en el sector meridional del petit nucli de Mallolís.

## Descripció
Sant Martí de Mallolís és una església de reduïdes dimensions i planta rectangular amb absis aproximadament rectangular. La petita porta d'accés, està situada en un dels murs laterals. Als peus de la nau, sobre el pinyó de la coberta de llicorella a dues aigües, s'aixeca un campanar d'espadanya amb dos ulls d'arc de mig punt amb una lleugera forma de ferradura. Per sota d'aquesta, en el mateix mur, s'obre un petit ull de bou. L'aparell és de pedra pissarrosa de tall irregular amb blocs granítics.